# AGROVOC
AGROVOC és un tesaurus multilingüe i gratuït que es va crear a principis de 1980 per l'Organització per a l'Agricultura i l'Alimentació de les Nacions Unides (FAO). En un inici només estava disponible en paper fins l’any 2000 que es va digitalitzar.  Aquesta és una eina valuosa per a la classificació homogènia de les dades, facilitant la interoperabilitat i la reutilització.
Està dissenyat per cobrir conceptes i terminologia sota les àrees d'interès de la FAO. És el conjunt de dades Open Linked més gran sobre l'agricultura disponible per a ús públic i el seu major impacte és a través de facilitar l'accés i la visibilitat de les dades a través de dominis i llengües.
Una característica, doncs, és la traducció a diverses llengües (més de 40), entre elles el català, però, en un inici només hi havia tres idiomes, l’anglès, l'espanyol i el francès. Tot i això, l’idioma predominant és l’anglès, seguit del turc, l’italià, l'espanyol, el txec i el francès. El català, però, té 275 termes preferits i 2 termes alternatius.
Té una col·lecció estructurada de conceptes agrícoles, termes, definicions i relacions que s'utilitzen per identificar sense ambigüitat els recursos, permetent processos d'indexació estandarditzats i fent més eficients les cerques.
Cada concepte en AGROVOC també té termes utilitzats per expressar-lo en diversos idiomes, anomenats lexicitzacions. Actualment, AGROVOC consta de 339.000 conceptes i +809.000 termes en diferents idiomes.

## Estructura del tesaurus
Per realitzar cerques en el tesaurus hi ha tres alternatives:
1. Fer una cerca per la paraula al cercador simple
2. Fer una cerca per l’opció alfabètica, on estan tots els termes
3. O fer una cerca jeràrquica fins a arribar al terme desitjat

Un cop trobat el terme hi ha diferents conceptes que cal tenir clar per treure el major profit, no en tots els termes estan tots els conceptes, segons el concepte necessitarà uns o d'altres, en aquesta llista hi ha els més rellevants i més genèrics que es troben en la majoria:
- Terme preferit (Término preferido/Preferred Term): és el terme que s'ha d’emprar

- Terme genèric (Concepto genérico/Broader Concept): és aquell al qual pertany dins de la jerarquia, el que està un nivell per sobre. Per exemple del terme directrices el terme genèric seria entidades.
- Concepte més ampli (Concepto más Amplio/Broader Concept): termes més amplis. Per exemple, del terme costo el concepte més ampli seria entidades
- Conceptes més estrets (Conceptos más Estrechos/Narrower Concepts): termes més específics. Per exemple del terme directrices un concepte més estret seria buenas prácticas o procedimientos.
- Conceptes relacionats (Conceptos relacionados/Related Concepts): expressar qualsevol tipus de relació associativa entre dos termes que no és una relació jeràrquica. Per exemple del terme directrices el terme relacionat seria normas
- Nota d’abast (Nota de Alcance/Scope Note): pot ser una definició d'un terme, una nota d'historial, instruccions a l'indexador o cercador, o simplement un comentari. El propòsit és proporcionar a l'usuari més detalls sobre el terme i el seu ús. Per exemple, pel terme Ucrania la nota d’abast és Parte de URSS antes de 1992; para los documentos que tratan de esta región antes del cambio de estatuto.
- És utilitzat en (Es Utilizado En/Is Used In): concreta el seu ús. Per exemple en el terme directrices el seu ús és per catalogación.
- Definició (Definición/Definition): la definició del terme.
- Altres idiomes (Altres idiomes/ In Other Languages): podem veure la traducció en altres idiomes.